# Очеретный, Валерий Иосифович
Валерий Иосифович Очеретный (20 августа 1970 — 22 января 1995) — Герой Российской Федерации, командир танкового взвода отдельной танковой роты 19-й Краснознаменной Воронежско-Шумленской ордена Трудового Красного Знамени и ордена Суворова мотострелковой дивизии 42-го армейского корпуса Северо-Кавказского военного округа, старший лейтенант.

## Биография
Родился 20 августа 1970 года в городе Курганинске Краснодарского края в семье рабочих (родители трудились на автотранспортном предприятии). Окончил среднюю школу №3 г.Курганинск в 1987 году. 
В Вооружённых Силах СССР с 1987 года. В 1991 году окончил Челябинское высшее танковое командное училище. Проходил военную службу в Северо-Кавказском военном округе, командовал танковым взводом в отдельной танковой роте 19-й мотострелковой дивизии 42-го армейского корпуса (г. Владикавказ). Участник боевых действий на территории Чеченской республики в период первой чеченской войны с декабря 1994 года.  
Валерий Иосифович Очеретный проявил мужество и героизм в боях при продвижении российских войск к Грозному и в уличных боях при штурме города. В начале января 1995 года во главе бронегруппы поддерживал действия воздушно-десантных частей по освобождению Центрального рынка и прилегающих кварталов Грозного. В одном из боев его танк получил повреждение, но несмотря на это продолжил бой, в результате чего был уничтожен бронетранспортер, две пулеметные точки и до 20 сепаратистов. 
В бою 7 января 1995 года В.И.Очеретный выполнял боевую задачу по разблокированию окруженного противником подразделения российских войск. Во время боя был расстрелян весь боекомплект танкового орудия. Сепаратистами был произведен прицельный выстрел из гранатомета в танк. Машина была повреждена, однако экипаж остался цел. Учитывая критическую обстановку Валерий Очеретный принял решение не выводить танк из боя, приказав доставить боеприпасы на огневую позицию. В то время, пока экипаж производил погрузку боеприпасов в танк,Валерий прикрывал их действия огнем из пулемета. В этом бою В. И. Очеретным были уничтожены 3 огневые точки противника и до 10 дудаевцев. При смене позиции получил смертельное ранение и в бессознательном состоянии был эвакуирован с поля боя, после чего доставлен в госпиталь в г.Владикавказе. 
22 января 1995 года скончался в г.Щелково, во время перелета в Москву для дальнейшего лечения в НИИ нейрохирургии им.Бурденко. 
За проявленные мужество и героизм при выполнении специального задания, Указом Президента Российской Федерации от 12 сентября 1996 года старшему лейтенанту Очеретному Валерию Иосифовичу присвоено звание Героя Российской Федерации посмертно.
У Валерия Очеретного остались двое детей: сын Виталий и дочь Екатерина. Проживают в г.Ростове-на-Дону.
Похоронен в городе Курганинске Краснодарского края на городском кладбище.

## Память
Именем Героя названа улица в г. Курганинске Краснодарского края.  
На Аллее Героев в г.Курганинске установлена мемориальная плита. 
На здании школы №3 г.Курганинска, где учился Валерий Иосифович Очеретный, установлена мемориальная доска. 

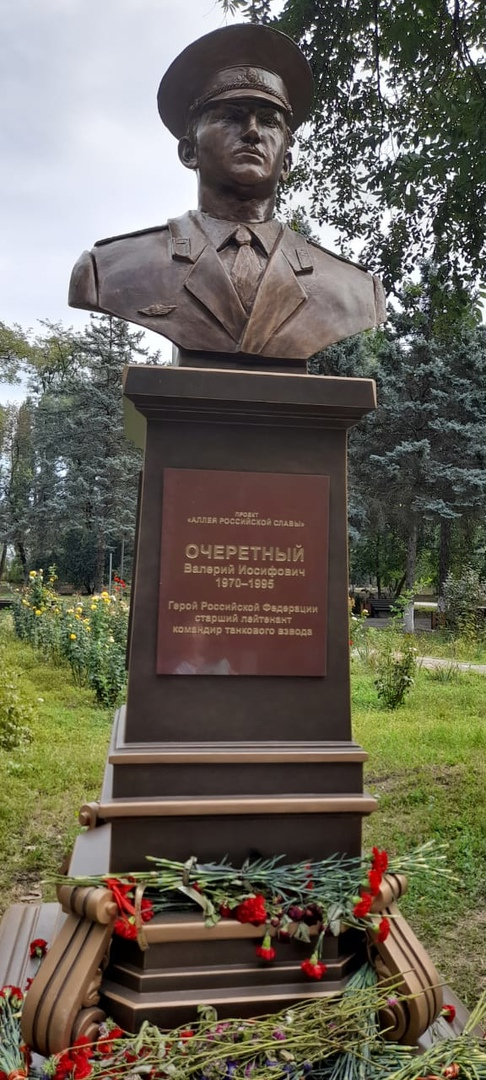
Бюст Героя РФ Валерия Очеретного, установленный в сквере Героев-танкистов в г.Краснодаре

11 сентября 2021 года в сквере памяти героев-танкистов г.Краснодара был открыт памятник Герою России Валерию Иосифовичу Очеретному. С инициативой установки памятника выступили представители Краснодарского отделения Российского военно-исторического общества. 
12 сентября 2021 года на фасаде дома, где жил Валерий Очеретный, установлена памятная доска. 

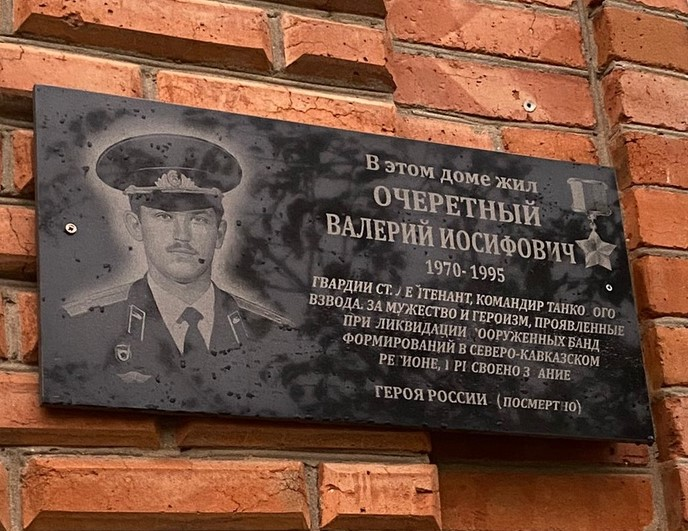
Памятная доска на фасаде дома, где жил Герой РФ В.И.Очеретный